# Catherine Courage
Pour les articles homonymes, voir Courage et Courage (homonymie).
Catherine Courage est une mini-série française en deux épisodes de 140 minutes, créée par Jacques Duquesne d'après son roman Catherine Courage, la fille de Maria Vandamme, réalisée par Jacques Ertaud et diffusée à partir du 1er septembre 1993 sur TF1.

## Synopsis
Suite de Maria Vandamme, cette mini-série met en scène sa fille, Catherine, qui, au début du XXe siècle et malgré ses origines modestes, va poursuivre de brillantes études de médecine avant de consacrer son talent aux plus démunis.

## Distribution
- Florence Thomassin : Catherine
- Tobias Hoesl : Paul Grandjean
- Manuel Gélin : Jérôme
- Josy Bernard : Mathilde
- Maurice Barrier : Magenta
- Jean-Paul Triboulet : Fouillasse
- Roger Souza : Marcel
- Martine Ferrière : Sœur Gérard
- Frédéric Norbert : l'avocat